# Europäische Märchengesellschaft
Die Europäische Märchengesellschaft wurde 1956 im Kloster Bentlage in Rheine im Münsterland in der Rechtsform eines eingetragenen Vereins gegründet. Das Kloster ist der Verwaltungssitz der Gesellschaft. Sie zählt zurzeit etwa 2300 Mitglieder.
Die Gesellschaft dient Liebhabern von Märchen, Erzählern, Künstlern und Wissenschaftlern als Forum für den Austausch über Märchen und die Bewahrung dieses Kulturgutes.
Die Gesellschaft fühlt sich der Völkerverständigung verpflichtet und ist auf einen Auftritt im internationalen Rahmen ausgerichtet. Vor dem Hintergrund, dass die Literaturgattung Märchen Kulturen und Völkern auf der ganzen Erde bekannt ist, veranstaltet die Gesellschaft innerhalb und außerhalb Deutschlands Märchenabende sowie Tagungen und Seminare, die sich mit Märchen auseinandersetzen.
Die Gesellschaft unterhält im Nordflügel des Klosters Bentlage eine Fachbibliothek. Sie veröffentlicht je eine Buchreihe mit Forschungsergebnissen zum Thema „Märchen“ und mit für das Erzählen bewährten Texten, sowie eine Reihe mit Tonträgern (Aufnahmen erzählter Märchen). Sie veranstaltet Fachtagungen und fördert die Kunst des Märchenerzählens, u. a. mit der Führung einer Liste von Märchenerzählern in Deutschland in 15 deutschen Dialekten und Mundarten und in englischer, französischer, griechischer, hebräischer, japanischer, russischer, spanischer und türkischer Sprache.